# Polský žid (Weis)
Opera Polský žid (v německém originále Der polnische Jude) je druhá opera českého skladatele Karla Weise z roku 1901 na libreto Victora Léona a Richarda Batky podle stejnojmenné (Le Juif polonais) povídky Erckmanna-Chatriana. Tato opera ve veristickém stylu a se senzačním dějem měla velký úspěch v celé Evropě i v Americe, v českém prostředí však zavdala příčinu k polemikám a od konce 1. třetiny 20. století je uváděna jen velmi zřídka.

## Vznik a historie díla
Skladatel Karel Weis se i po provedení své první opery Viola roku 1892 v pražském Národním divadle jen obtížně protloukal různými zaměstnáními. Jeho rozhodnutí napsat další operu na německé libreto a zadat ji pražskému Novému německému divadlu (poté, co ji Národní divadlo jako německou odmítlo) mělo nové opeře snadněji otevřít cestu k úspěchu na mezinárodní scéně, ještě před uvedením však toto Weisovo rozhodnutí vzbudilo bouřlivou společenskou a tiskovou polemiku, neboť v tom české nacionalistické kruhy viděly národní zradu a zaprodání se skladatele — a to zejména poté, co opera skutečně sklidila fenomenální úspěch.
Libreto Polského žida měl původně podle skladatelova rozvrhu napsat osvědčený vídeňský libretista Victor Léon (vl. jm. Viktor Hirschfeld, 1858–1940, známý zejména jako autor libret k řadě operet Franze Lehára, mj. Veselé vdovy a Země úsměvů). Mezi skladatelem a Léonem však došlo ohledně tohoto libreta — které Weis považoval za hrubě odbyté — k soudnímu sporu, který skladatel vyhrál a libretista mu byl nucen vrátil obdržené peníze. Weis pak svěřil vyhotovení konečné verze libreta Richardu Batkovi (1868–1922, pražský rodák a mj. překladatel libret řady českých oper do němčiny), který se více méně přidržel Léonova zpracování; oficiálně byli jako libretisté uvádění oba. Příběh se odehrává v německojazyčném prostředí v Alsasku, avšak libretisté námět převzali ze stejnojmenné povídky francouzských autorů Émila Erckmanna (1822–1899) a Alexandra Chatriana (1826–1890), publikujících pod společných jménem „Erckmann-Chatrian“. Na týž námět uvedl svou operu o rok dříve než Weis (1900) již francouzský skladatel Camille Erlanger. Jelikož Weis v témže roce komponoval svou práci, Erlangerovo dílo zřejmě neznal.
Hudebně patří Polský žid — vedle např. Rozkošného Satanelly, Bendlovy Máti Míly či Kàanova Na útěku — k české odezvě verismu, a je prakticky jediným úspěšným českým dílem tohoto směru. Spíše než přímo s např. Mascagnim nebo Puccinim upomíná na německý verismus reprezentovaný např. Eugenem d'Albertem. Dramatické zvraty a měnící se atmosféru Weis zachycuje hutnou a přiléhavou instrumentací, velkou roli má opakující se zvukomalebný motiv rolniček. Psychologická stránka příběhu, zejména vnitřní boj hlavního hrdiny Mathise, však nepatří mezi silné stránky dramatu.
Polský žid byl uveden v Novém německém divadle v Praze poprvé 3. března 1901 (spolu s jednoaktovou komickou operou Les Deux Billets Ferdinanda Poiseho) a zcela naplnil očekávání skladatele. Opera nastoupila rychlou a dlouhou cestu po zahraničních scénách, nejprve německých (Drážďany, Curych, Frankfurt nad Mohanem, Hamburk, Kolín nad Rýnem, Lipsko, Norimberk, Stuttgart 1901, Berlín Krollova opera 1902, 1909, 1918, Brno, Vídeň Divadlo na Vídeňce, Salcburk, Wiesbaden 1902, Cáchy, Düsseldorf, Mnichov 1904, pak Brémy, Darmstadt, Coburg, Mannheim…), ale záhy i dalších (Amsterdam, Budapešť, Den Haag, Rotterdam 1902, Varšava, Lublaň 1906, Riga 1907, Záhřeb 1916…).
Tak rychlý mezinárodní úspěch byl pro českého skladatele zcela výjimečný — pro srovnání Prodaná nevěsta dosáhla zahraniční popularity až čtvrt století po svém vzniku, dlouho po Smetanově smrti, z oper Antonína Dvořáka byl za jeho života za hranicemi českých zemí uveden jen Šelma sedlák. Polský žid za svou oblibu vděčil nejen prosté skutečnosti, že byl zkomponován na německé libreto, ani pouze napínavému a dramatickému ději, ale zejména přístupné a dobový operní vkus přesně vystihující hudbě. Značná část kritiky však sdílela názor Zdeňka Nejedlého, že se jedná o „strašidelný krvák bez jakékoli morálky či poesie“.
Klavírní výtah a partituru opery vydal Max Brockhaus.
Přes vlastenecké polemiky byla opera uvedena v češtině — v překladu Pavla Nebeského — již roku 1903 v Městském divadle v Plzni (znovu 1920) a téhož roku i v českém divadle brněnském (znovu 1917, 1920). Roku 1907 jí zahájilo svůj operní provoz nově vybudované pražské Divadlo na Vinohradech; pod taktovkou Ludvíka Čelanského zde dosáhla brzy úctyhodných 30 repríz. Roku 1919 byl poprvé uveden v Kladně, roku 1923 v Olomouci a roku 1925 v Liberci. Na scénu Národního divadla se Polský žid dostal až roku 1926 na pouhých sedm představení. V roce 1928 byl uveden ve Slovenském národním divadle, které s ním o rok později hostovalo ve Vídni.
V té době však již jeho popularita opadala. Jako pozdní vyvrcholení cesty Weisova nejznámějšího díla po světových jevištích lze považovat uvedení v newyorské Metropolitní opeře roku 1921, jako teprve druhé dílo českého skladatele po Prodané nevěstě. V té době však již oblibu nabíraly jiné hudební proudy. O své kmenové zázemí, jeviště německých divadel, přišel Polský žid s nástupem nacismu, který samozřejmě neumožňoval uvést na scénu postavu Žida jako oběti „árijské“ hrabivosti a násilí. V češtině ji uvedlo ještě ostravské divadlo roku 1933 a plzeňské divadlo roku 1937 a opět 1940. Ze zapomenutí operu vzkřísila až (ne jednoznačně kriticky přijatá) obnovená premiéra ve Státní opeře Praha dne 3. března 2001, v den stého výročí původní premiéry. Z této inscenace existují i zvuková a obrazová nahrávka, které však nejsou obchodně dostupné.

## Osoby a první obsazení
| osoba                                                                 | hlasový obor | premiéra (3.3.1901) |
| --------------------------------------------------------------------- | ------------ | ------------------- |
| Hans Mathis, starosta a hostinský                                     | baryton      | Erich Hunold        |
| Katharina, jeho žena                                                  | mezzosoprán  | Lina Carmasini      |
| Annette, jejich dcera                                                 | soprán       | Martha Frank        |
| Christian Brehm, četnický strážmistr                                  | tenor        | Eugen Guszalewicz   |
| Doktor Frank, notář (ve snu aktuár)                                   | bas          | Josef Pauli         |
| Schmitt, polesný (ve snu prezident soudu)                             | tenor        | Alexander Haydter   |
| Polský žid                                                            | tenor        | Heinrich Gärtner    |
| Niclas, podomek                                                       | bas          | Richard Taussig     |
| Ponocný (ve snu soudní přísedící)                                     | bas          | Philipp Veit        |
| Zjevení                                                               |              | Ludwig Fränkel      |
| Sedláci a selky, muzikanti, kat a jeho pacholci, četníci a obecenstvo |              |                     |
| Dirigent: Leo Blech, režisér: Josef Stransky                          |              |                     |

## Děj opery
Děj se odehrává v alsaské vesnici v Mathisově hostinci od odpoledne na Hromnice (sobota) do rána následující neděle za tuhé zimy roku 1833.

### 1. dějství
Hans Mathis, bohatý starosta, vdává zítra dceru Annette. Dnes se má podepisovat svatební smlouva a jeho nastávající zeť, četnický strážmistr Chrustian Brehm, přichází přímo ze služby — honu na pašeráky. Do hostince vedle dalších hostů přichází také polesný Schmitt. Venku je krutá zima, jíž se říká „polská“, a polesný, k nelibosti hostinského, vypravuje o původu tohoto pojmenování. Před patnácti lety za podobně tuhé zimy se v Mathisově hostinci ubytoval bohatý cizinec, polský žid, platící zlatem. Brzy po jeho odjezdu byly v polích nalezeny jeho saně, koně a zakrvácený kaftan; jeho osud nebyl nikdy objasněn.
Když Mathis osamí, zavalí jej vzpomínky. Byl to tehdy on, kdo cizince zavraždil, aby zachránil svou živnost před úpadkem. Z výtěžku vraždy zbohatl a nyní je váženou osobou, starostou obce známým pro svou rozvážnost a dobrotivost. On sám ale má od té doby nejen výčitky svědomí, ale i záchvaty bolesti; navíc mu v uších stále zvoní rolničky židových saní.
Všetečným otázkám, které mu o této příhodě klade Christian, se Mathis vyhýbá a obrací řeč na bohaté věno své dcery. Za přítomnosti svědků z celé vesnice a notáře dává hostinský sepsat svatební smlouvu, v níž svůj majetek a živnost odkazuje své dceři a zeti. Uprostřed následující svatební veselice, o deváté hodině večerní, se však opět ozvou rolničky a vchází honosně oblečený host, který se představuje stejnými slovy jako onen před patnácti lety a také nabízí zaplatit zlatem za poskytnutí noclehu. Mathis jej jen s přemáháním před shromážděnými vesničany vítá, záhy se jej však zmocňuje horečka.

### 2. dějství
Vysíleného a nemocného Mathise odvádějí členové jeho domácnosti na lůžko. Mathis si přeje zůstat sám. Jen stěží se mu daří usnout — pronásleduje jej cinkání rolniček — s prosbou o odpuštění na rtech však nakonec usíná.
Zdá se mu hrozný sen: stojí za vraždu před soudem. I když v soudci i jeho přísedících poznává své známé a je si vědom, že sní, má strach. Nejprve se vymlouvá a zapírá, i když i členové jeho rodiny svědčí proti němu. Až když jej k přiznání vyzývá dcera Annette, Mathis se zhroutí a podlehne. Je odsouzen k smrti a kat jej odvádí na popravu. Mathis se zbrocený potem probouzí, ale v domě je klid, jeho výkřik nikdo neslyšel. Klesá zpět na lože.
Za rozbřesku v den svatby se již shromáždili hosté. Když však jdou Katharina, Annette a Christian pro Mathise, najdou jej v posteli mrtvého. Svatební zvonění se mění ve zvonění umíráčku. I host, polsky žid, vstupuje do světnice zemřelého. Přeje mír jeho duši a žehná i celému domu.